# Dean Blackwell
Dean Robert Blackwell (* 5. Dezember 1969 in Camden) ist ein ehemaliger englischer Fußballspieler. Als Innenverteidiger war er vor allem in den 1990er-Jahren als Spieler des FC Wimbledon bekannt, das sich lange Jahre in der höchsten englischen Spielklasse behauptete. Seine größten Erfolge waren mit Wimbledon der sechste Rang in der Premier League zum Abschluss der Saison 1993/94 sowie der Einzug ins Halbfinale in den beiden heimischen Pokalwettbewerben in der Saison 1996/97.

## Sportlicher Werdegang
Blackwell wurde in dem Londoner Stadtteil Camden geboren, fand seinen fußballerischen Weg zum FC Wimbledon und über die Jugendmannschaften absolvierte er am 16. September 1989 gegen Manchester City (1:0) per Einwechslung sein Erstligadebüt. Auf seinen sportlichen Durchbruch bei den „Dons“ musste er jedoch noch warten und neben lediglich zwei weiteren Erstliga-Einsätzen wurde er im März 1990 für einen Monat an den Zweitligisten Plymouth Argyle ausgeliehen. Er war damit einer von mehreren Spielern, die Plymouths Trainer Dave Kemp als ehemaliger Kotrainer des FC Wimbledon anheuerte. Der junge Innenverteidiger kam dort zu der gewünschten Spielpraxis mit insgesamt sieben Ligaauftritten, davon fünf in der Startelf. Nach seiner Rückkehr war er dann auch für Wimbledon in der Saison 1990/91 eine feste Größe. Neben 35 Ligaeinsätzen gelang ihm auch die Berücksichtigung für die englische U-21-Auswahl. Dort bestritt er am 5. Dezember 1990 gegen Wales (0:0) sein erstes von insgesamt sechs Länderspielen.
Als Wimbledon in der Spielzeit 1993/94 zu einem Höhenflug ansetzte, der letztlich mit dem sechsten Rang in der Abschlusstabelle belohnt wurde, war Blackwell daran mit 18 Partien beteiligt. Seine sportliche Karriere wurde immer wieder von Verletzungen geplagt und Knieprobleme zur Mitte der 1990er-Jahre sorgten zwischenzeitlich für lange Zwangspausen. So absolvierte er beispielsweise in den folgenden beiden Saisonen 1994/95 und 1995/96 gerade einmal acht Premier-League-Spiele. Als der FC Wimbledon in der Spielzeit 1996/97 jeweils das Halbfinale im FA Cup und im Ligapokal erreichte, stand Blackwell in den dortigen Partien in der Startelf – verlor jedoch beide Partien gegen den FC Chelsea (0:3) bzw. Leicester City (nach Hin- und Rückspiel). Als sich der Klub zum Ende der Saison 1999/2000 in die Zweitklassigkeit verabschiedete, blieb er dem Klub weiter treu. In den folgenden zwei Jahren, als Wimbledon vergeblich versuchte, den Wiederaufstieg zu bewerkstelligen, wechselte Blackwell nach nur sechs weiteren Zweitligaspielen im Oktober 2002 ablösefrei zum Ligakonkurrenten Brighton & Hove Albion.
Für die „Seagulls“ absolvierte Blackwell in der Saison 2002/03 noch einmal 21 Ligapartien, konnte aber den Abstieg des Klubs in die dritte Liga nicht verhindern. Dazu kam ein Kreuzbandriss im August 2003, der dafür sorgte, dass er in der Spielzeit 2003/04 gar nicht zum Zuge kam. Auf Anraten der medizinischen Abteilung des Klubs verkündete er im September 2004 das Ende seiner aktiven Fußballerlaufbahn.